# Homún
Homun är en ort i Mexiko.   Den ligger i kommunen Homún och delstaten Yucatán, i den östra delen av landet, 1 000 km öster om huvudstaden Mexico City. Homun ligger 15 meter över havet och antalet invånare är 5 423.
Terrängen runt Homun är mycket platt. Runt Homun är det ganska glesbefolkat, med 26 invånare per kvadratkilometer. Närmaste större samhälle är Acanceh, 19,3 km väster om Homun. I omgivningarna runt Homun växer i huvudsak lövfällande lövskog.